# 로베르토 콜롬보
로베르토 콜롬보(이탈리아어: Roberto Colombo, 1975년 8월 24일 ~ )는 이탈리아의 전 축구 선수로, 포지션은 골키퍼이다.